# باري كينغ
باري كينغ (بالإنجليزية: Barry King) هو كاتب بريطاني، ولد في 3 أبريل 1945.

## وصلات خارجية
- باري كينغ على موقع أوليمبيديا (الإنجليزية)
- باري كينغ على موقع اللجنة الأولمبية البريطانية (الإنجليزية)